# 18e étape du Tour d'Italie 2016
Pour un article plus général, voir Tour d'Italie 2016.
La 18e étape du Tour d'Italie 2016 se déroule le jeudi 26 mai 2016, entre Muggiò et Pignerol sur une distance de 240 km.

## Parcours
Le parcours est vallonné. Il comprend 1 col de 2e catégorie.

## Résultats

### Classement de l'étape
| Classement de l'étape | Classement de l'étape | Classement de l'étape | Classement de l'étape      | Classement de l'étape |
|                       | Coureur               | Pays                  | Équipe                     | Temps                 |
| --------------------- | --------------------- | --------------------- | -------------------------- | --------------------- |
| 1er                   | Matteo Trentin        | Italie                | Etixx-Quick Step           | en 5 h 25 min 34 s    |
| 2e                    | Moreno Moser          | Italie                | Cannondale                 | m.t                   |
| 3e                    | Gianluca Brambilla    | Italie                | Etixx-Quick Step           | m.t                   |
| 4e                    | Sacha Modolo          | Italie                | Lampre-Merida              | + 20 s                |
| 5e                    | Nikias Arndt          | Allemagne             | Giant-Alpecin              | + 30 s                |
| 6e                    | Ivan Rovny            | Russie                | Tinkoff                    | + 34 s                |
| 7e                    | Matteo Busato         | Italie                | Wilier Triestina-Southeast | + 1 min 10 s          |
| 8e                    | Christian Knees       | Allemagne             | Sky                        | + 1 min 16 s          |
| 9e                    | Axel Domont           | France                | AG2R La Mondiale           | + 1 min 24 s          |
| 10e                   | Davide Malacarne      | Italie                | Astana                     | + 4 min 28 s          |
| modifier              |                       |                       |                            |                       |

### Points attribués
|   | Cycliste       | Nat      | Équipe           | Pts | Bonif |
| - | -------------- | -------- | ---------------- | --- | ----- |
| 1 | Sacha Modolo   | Italie   | Lampre-Merida    | 10  | 3 s   |
| 2 | Matteo Trentin | Italie   | Etixx-Quick Step | 6   | 2 s   |
| 3 | Pim Ligthart   | Pays-Bas | Lotto-Soudal     | 3   | 1 s   |
| 4 | Daniel Oss     | Italie   | BMC Racing       | 2   |       |
| 5 | Stefan Küng    | Suisse   | BMC Racing       | 1   |       |

|   | Cycliste             | Nat      | Équipe           | Pts | Bonif |
| - | -------------------- | -------- | ---------------- | --- | ----- |
| 1 | Pim Ligthart         | Pays-Bas | Lotto-Soudal     | 10  | 3 s   |
| 2 | Sacha Modolo         | Italie   | Lampre-Merida    | 6   | 2 s   |
| 3 | Matteo Trentin       | Italie   | Etixx-Quick Step | 3   | 1 s   |
| 4 | Daniel Oss           | Italie   | BMC Racing       | 2   |       |
| 5 | Ramūnas Navardauskas | Lituanie | Cannondale       | 1   |       |

| - Sprint final de Pignerol (km 240) \| \| Cycliste \| Nat \| Équipe \| Points \| Bonif \| \| -- \| ------------------ \| --------- \| -------------------------- \| ------ \| ----- \| \| 1 \| Matteo Trentin \| Italie \| Etixx-Quick Step \| 25 \| 10 s \| \| 2 \| Moreno Moser \| Italie \| Cannondale \| 18 \| 6 s \| \| 3 \| Gianluca Brambilla \| Italie \| Etixx-Quick Step \| 12 \| 4 s \| \| 4 \| Sacha Modolo \| Italie \| Lampre-Merida \| 8 \| \| \| 5 \| Nikias Arndt \| Allemagne \| Giant-Alpecin \| 6 \| \| \| 6 \| Ivan Rovny \| Russie \| Tinkoff \| 5 \| \| \| 7 \| Matteo Busato \| Italie \| Wilier Triestina-Southeast \| 4 \| \| \| 8 \| Christian Knees \| Allemagne \| Sky \| 3 \| \| \| 9 \| Axel Domont \| France \| AG2R La Mondiale \| 2 \| \| \| 10 \| Davide Malacarne \| Italie \| Astana \| 1 \| \| |                    |           |                            |        |       |
| | Cycliste           | Nat       | Équipe                     | Points | Bonif |
| 1 | Matteo Trentin     | Italie    | Etixx-Quick Step           | 25     | 10 s  |
| 2 | Moreno Moser       | Italie    | Cannondale                 | 18     | 6 s   |
| 3 | Gianluca Brambilla | Italie    | Etixx-Quick Step           | 12     | 4 s   |
| 4 | Sacha Modolo       | Italie    | Lampre-Merida              | 8      |       |
| 5 | Nikias Arndt       | Allemagne | Giant-Alpecin              | 6      |       |
| 6 | Ivan Rovny         | Russie    | Tinkoff                    | 5      |       |
| 7 | Matteo Busato      | Italie    | Wilier Triestina-Southeast | 4      |       |
| 8 | Christian Knees    | Allemagne | Sky                        | 3      |       |
| 9 | Axel Domont        | France    | AG2R La Mondiale           | 2      |       |
| 10 | Davide Malacarne   | Italie    | Astana                     | 1      |       |

### Cols et côtes
| - Col de Colle di Pra Martino, 2e catégorie (km 220,5) \| \| Cycliste \| Pays \| Équipe \| Points \| \| - \| ------------------ \| --------- \| ---------------- \| ------ \| \| 1 \| Gianluca Brambilla \| Italie \| Etixx-Quick Step \| 15 \| \| 2 \| Moreno Moser \| Italie \| Cannondale \| 8 \| \| 3 \| Nikias Arndt \| Allemagne \| Giant-Alpecin \| 6 \| \| 4 \| Ivan Rovny \| Russie \| Tinkoff \| 4 \| \| 5 \| Matteo Trentin \| Italie \| Etixx-Quick Step \| 2 \| \| 6 \| Axel Domont \| France \| AG2R La Mondiale \| 1 \| |                    |           |                  |        |
| | Cycliste           | Pays      | Équipe           | Points |
| 1 | Gianluca Brambilla | Italie    | Etixx-Quick Step | 15     |
| 2 | Moreno Moser       | Italie    | Cannondale       | 8      |
| 3 | Nikias Arndt       | Allemagne | Giant-Alpecin    | 6      |
| 4 | Ivan Rovny         | Russie    | Tinkoff          | 4      |
| 5 | Matteo Trentin     | Italie    | Etixx-Quick Step | 2      |
| 6 | Axel Domont        | France    | AG2R La Mondiale | 1      |

### Classement au temps par équipes
| Classement par équipes au temps | Classement par équipes au temps | Classement par équipes au temps | Classement par équipes au temps |
|                                 | Équipe                          | Pays                            | Temps                           |
| ------------------------------- | ------------------------------- | ------------------------------- | ------------------------------- |
| 1re                             | Tinkoff                         | Russie                          | en 16 h 28 min 3 s              |
| 2e                              | Etixx-Quick Step                | Belgique                        | + 2 min 3 s                     |
| 3e                              | Cannondale                      | États-Unis                      | + 7 min 43 s                    |
| modifier                        |                                 |                                 |                                 |

### Classement aux points par équipes
| Classement par équipes aux points | Classement par équipes aux points | Classement par équipes aux points | Classement par équipes aux points | Classement par équipes aux points |
|                                   | Équipes                           | Pays                              |                                   | Point(s)                          |
| --------------------------------- | --------------------------------- | --------------------------------- | --------------------------------- | --------------------------------- |
| 1re                               | Etixx-Quick Step                  | Belgique                          |                                   | 83                                |
| 2e                                | Cannondale                        | États-Unis                        |                                   | 37                                |
| 3e                                | Lampre-Merida                     | Italie                            |                                   | 31                                |
| modifier                          |                                   |                                   |                                   |                                   |

## Classements à l'issue de l'étape

### Classement général
| Classement général | Classement général  | Classement général | Classement général | Classement général  |
|                    | Coureur             | Pays               | Équipe             | Temps               |
| ------------------ | ------------------- | ------------------ | ------------------ | ------------------- |
| 1er                | Steven Kruijswijk   | Pays-Bas           | Lotto NL-Jumbo     | en 73 h 50 min 37 s |
| 2e                 | Esteban Chaves      | Colombie           | Orica-GreenEDGE    | + 3 min 0 s         |
| 3e                 | Alejandro Valverde  | Espagne            | Movistar           | + 3 min 23 s        |
| 4e                 | Vincenzo Nibali     | Italie             | Astana             | + 4 min 43 s        |
| 5e                 | Ilnur Zakarin       | Russie             | Katusha            | + 4 min 50 s        |
| 6e                 | Rafał Majka         | Pologne            | Tinkoff            | + 5 min 34 s        |
| 7e                 | Bob Jungels         | Luxembourg         | Etixx-Quick Step   | + 7 min 57 s        |
| 8e                 | Andrey Amador       | Costa Rica         | Movistar           | + 8 min 53 s        |
| 9e                 | Domenico Pozzovivo  | Italie             | AG2R La Mondiale   | + 10 min 5 s        |
| 10e                | Kanstantsin Siutsou | Biélorussie        | Dimension Data     | + 11 min 15 s       |
| modifier           |                     |                    |                    |                     |

### Classement du meilleur jeune
| Classement du meilleur jeune | Classement du meilleur jeune | Classement du meilleur jeune | Classement du meilleur jeune | Classement du meilleur jeune |
|                              | Coureur                      | Pays                         | Équipe                       | Temps                        |
| ---------------------------- | ---------------------------- | ---------------------------- | ---------------------------- | ---------------------------- |
| 1er                          | Bob Jungels                  | Luxembourg                   | Etixx-Quick Step             | en 73 h 58 min 34 s          |
| 2e                           | Sebastián Henao              | Colombie                     | Sky                          | + 16 min 44 s                |
| 3e                           | Davide Formolo               | Italie                       | Cannondale                   | + 44 min 36 s                |
| 4e                           | Valerio Conti                | Italie                       | Lampre-Merida                | + 53 min 57 s                |
| 5e                           | Joe Dombrowski               | États-Unis                   | Cannondale                   | + 1 h 13 min 55 s            |
| modifier                     |                              |                              |                              |                              |

### Classement aux points
| Classement par points | Classement par points | Classement par points | Classement par points | Classement par points |
| --------------------- | --------------------- | --------------------- | --------------------- | --------------------- |
|                       | Coureur               | Pays                  | Équipe                | Point(s)              |
| 1er                   | Giacomo Nizzolo       | Italie                | Trek-Segafredo        | 185 points            |
| 2e                    | Matteo Trentin        | Italie                | Etixx-Quick Step      | 141 pts               |
| 3e                    | Diego Ulissi          | Italie                | Lampre-Merida         | 137 pts               |
| 4e                    | Daniel Oss            | Italie                | BMC Racing            | 127 pts               |
| 5e                    | Sacha Modolo          | Italie                | Lampre-Merida         | 126 pts               |
| modifier              |                       |                       |                       |                       |

### Classement du meilleur grimpeur
| Classement du meilleur grimpeur | Classement du meilleur grimpeur | Classement du meilleur grimpeur | Classement du meilleur grimpeur | Classement du meilleur grimpeur |
| ------------------------------- | ------------------------------- | ------------------------------- | ------------------------------- | ------------------------------- |
|                                 | Coureur                         | Pays                            | Équipe                          | Point(s)                        |
| 1er                             | Damiano Cunego                  | Italie                          | Nippo-Vini Fantini              | 134 points                      |
| 2e                              | Stefan Denifl                   | Autriche                        | IAM                             | 72 pts                          |
| 3e                              | Darwin Atapuma                  | Colombie                        | BMC Racing                      | 69 pts                          |
| 4e                              | Giovanni Visconti               | Italie                          | Movistar                        | 61 pts                          |
| 5e                              | David López García              | Espagne                         | Sky                             | 54 pts                          |
| modifier                        |                                 |                                 |                                 |                                 |

### Classements par équipes

#### Classement au temps
| Classement par équipes au temps | Classement par équipes au temps | Classement par équipes au temps | Classement par équipes au temps |
|                                 | Équipe                          | Pays                            | Temps                           |
| ------------------------------- | ------------------------------- | ------------------------------- | ------------------------------- |
| 1re                             | Astana                          | Kazakhstan                      | en 221 h 53 min 12 s            |
| 2e                              | Cannondale                      | États-Unis                      | + 12 min 42 s                   |
| 3e                              | Movistar                        | Espagne                         | + 16 min 59 s                   |
| modifier                        |                                 |                                 |                                 |

#### Classement aux points
| Classement par équipes aux points | Classement par équipes aux points | Classement par équipes aux points | Classement par équipes aux points | Classement par équipes aux points |
|                                   | Équipes                           | Pays                              |                                   | Point(s)                          |
| --------------------------------- | --------------------------------- | --------------------------------- | --------------------------------- | --------------------------------- |
| 1re                               | Etixx-Quick Step                  | Belgique                          |                                   | 440                               |
| 2e                                | Lotto NL-Jumbo                    | Pays-Bas                          |                                   | 381                               |
| 3e                                | Lampre-Merida                     | Italie                            |                                   | 302                               |
| modifier                          |                                   |                                   |                                   |                                   |

### Abandons
- 213 -  Manuel Belletti (Wilier Triestina-Southeast) : non partant